# Голованов Володимир Семенович
Голованов Володимир Семенович (29 листопада 1938 — 2 серпня 2003) — російський радянський важкоатлет, чемпіон Олімпійських ігор (1964), заслужений майстер спорту СРСР (1964).
Олімпійський чемпіон 1964 року в категорії до 90 кг.
Чемпіон світу 1964 року в категорії до 90 кг, срібний призер 1965 року в категорії до 90 кг.